# Manuel Acero
Manuel Acero Montoro (Baeza, c. 1875-Baeza, 4 de noviembre de 1939) fue un campesino y político español, ejecutado víctima de la represión durante la dictadura franquista.

## Biografía
Miembro del Partido Socialista Obrero Español (PSOE) desde 1912, presidió la Sociedad Obrera y la agrupación socialista de Baeza, siendo delegado a los congresos del PSOE de 1927, 1928 y 1931, así como al de la Unión General de Trabajadores (UGT) de 1928 por diversas sociedades obreras de su localidad natal, Torres y Jaén. Fue maestro de la Escuela Obrera fundada en 1920 por la Sociedad de Obreros Agricultores 'El Pensar', donde tuvo a su cargo sesenta alumnos, y alcalde de Baeza durante la guerra civil. Fue detenido al finalizar la contienda y fusilado junto con su hijo Sol Acero y otros 14 vecinos de la localidad en las tapias del cementerio municipal, siendo enterrado al pie de la tapia en una fosa común.